# Золотий м'яч 1986
«Золотий м'яч 1986»

30 грудня 1986
Найкращий футболіст Європи: 
 Ігор Бєланов
 (вперше)

← 1985 * Золотий м'яч * 1987 →
Золотий м'яч 1986 року — 31-ше щорічне вручення нагороди найкращому футболісту Європи, за підсумками опитування від журналу «Франс Футбол».

## Процедура голосування
Участь у голосуванні за визначення найкращого футболіста в Європі взяли представники 26 футбольних асоціацій УЄФА, зокрема: Австрії, Англії, Бельгії, Болгарії, Греції, Данії, Ірландії, Іспанії, Італії, Люксембурга, Нідерландів, НДР, Польщі, Португалії, Румунії, СРСР, Туреччини, Угорщини, Фінляндії, Франції, ФРН, Чехословаччини, Швейцарії, Швеції, Шотландії та Югославії. Вдев'яте поспіль серед респондентів не було представника Норвегії, які раніше були постійними учасниками опитувань.
Кожен із членів журі обирав п'ятьох футболістів, які, на його думку, є найкращими гравцями Європи. За перше місце нараховували 5 очок, за друге — чотири, за третє — три, за четверте — два, за п'яте — одне очко. Переможець максимально міг отримати 130 очок.
Результати голосування були опубліковані 30 грудня 1986 року в журналі France Football (№ 2125).

## Підсумки голосування
Володарем нагороди став 26-річний нападник київського «Динамо» Ігор Бєланов.
Ігор Бєланов став другим українським футболістом в історії, після Олега Блохіна (1975), який виграв «Золотий м'яч».
| Місце | Гравець               | Клуб                       | Країна     | Очки | %      | Місця | Місця | Місця | Місця | Місця | К-ть голосів |
| Місце | Гравець               | Клуб                       | Країна     | Очки | %      | 1-ше  | 2-ге  | 3-тє  | 4-те  | 5-те  | К-ть голосів |
| ----- | --------------------- | -------------------------- | ---------- | ---- | ------ | ----- | ----- | ----- | ----- | ----- | ------------ |
| 1     | Ігор Бєланов          | Динамо (Київ)              | СРСР       | 84   | 64.6 % | 8     | 7     | 4     | 2     |       | 21           |
| 2     | Гарі Лінекер          | Евертон Барселона          | Англія     | 62   | 47.7 % | 6     | 3     | 4     | 3     | 2     | 18           |
| 3     | Еміліо Бутрагеньйо    | «Реал» (Мадрид)            | Іспанія    | 59   | 45.4 % | 3     | 5     | 4     | 4     | 4     | 20           |
|       |                       |                            |            |      |        |       |       |       |       |       |              |
| 4     | Пребен Елк'яер        | Верона                     | Данія      | 22   | 16.9 % | 2     | 2     |       | 1     | 2     | 7            |
| 4     | Мануель Аморос        | Монако                     | Франція    | 22   | 16.9 % | 1     | 2     | 1     | 2     | 2     | 8            |
| 6     | Олександр Заваров     | Динамо (Київ)              | СРСР       | 20   | 15.4 % | 2     | 1     | 2     |       |       | 5            |
| 6     | Іан Раш               | Ліверпуль                  | Уельс      | 20   | 15.4 % |       |       | 6     | 1     |       | 7            |
| 8     | Гельмут Дукадам       | Стяуа                      | Румунія    | 10   | 15.4 % | 2     |       |       |       |       | 2            |
| 8     | Марко ван Бастен      | Аякс                       | Нідерланди | 10   | 15.4 % |       |       | 1     | 2     | 3     | 6            |
| 10    | Алессандро Альтобеллі | Інтернаціонале             | Італія     | 9    | 6.9 %  |       |       | 1     | 3     |       | 4            |
|       |                       |                            |            |      |        |       |       |       |       |       |              |
| 11    | Мішель Платіні        | Ювентус                    | Франція    | 8    | 6.2 %  |       | 1     |       | 2     |       | 3            |
| 11    | Жан-Марі Пфафф        | Баварія                    | Бельгія    | 8    | 6.2 %  |       |       | 1     | 2     | 1     | 4            |
| 13    | Ян Кулеманс           | Брюгге                     | Бельгія    | 7    | 5.4 %  | 1     |       |       |       | 2     | 3            |
| 13    | Серен Лербю           | Баварія Монако             | Данія      | 7    | 5.4 %  |       | 1     | 1     |       |       | 2            |
| 15    | Мортен Ольсен         | Андерлехт Кельн            | Данія      | 6    | 4.6 %  |       | 1     |       |       | 2     | 3            |
| 16    | Рінат Дасаєв          | Спартак (Москва)           | СРСР       | 5    | 3.8 %  | 1     |       |       |       |       | 1            |
| 17    | Луїс Фернандес        | ПСЖ Расінг (Париж)         | Франція    | 4    | 3.1 %  |       | 1     |       |       |       | 1            |
| 17    | Паулу Футре           | Порту                      | Португалія | 4    | 3.1 %  |       | 1     |       |       |       | 1            |
| 17    | Гаральд Шумахер       | Кельн                      | ФРН        | 4    | 3.1 %  |       | 1     |       |       |       | 1            |
| 17    | Рууд Гулліт           | ПСВ                        | Нідерланди | 4    | 3.1 %  |       |       |       | 1     | 2     | 3            |
| 21    | Кенні Далгліш         | Ліверпуль                  | Шотландія  | 3    | 2.3 %  |       |       | 1     |       |       | 1            |
| 21    | Жан Тігана            | Бордо                      | Франція    | 3    | 2.3 %  |       |       |       | 1     | 1     | 2            |
| 21    | Павло Яковенко        | Динамо (Київ)              | СРСР       | 3    | 2.3 %  |       |       |       | 1     | 1     | 2            |
| 24    | Карл-Гайнц Ферстер    | Штутгарт Олімпік (Марсель) | ФРН        | 2    | 1.5 %  |       |       |       | 1     |       | 1            |
| 24    | Лотар Маттеус         | Баварія                    | ФРН        | 2    | 1.5 %  |       |       |       |       | 2     | 2            |
| 26    | Мікаель Лаудруп       | Ювентус                    | Данія      | 1    | 0.8 %  |       |       |       |       | 1     | 1            |
| 26    | Руді Феллер           | Вердер                     | ФРН        | 1    | 0.8 %  |       |       |       |       | 1     | 1            |

### Деталі голосування
| Австрія        | 4  | 5  |    |    |    |    |    |    | 2  | 3 |   |   |   |   |   |   |   |   |   |   |   |   |   |   |   |   | 1 |
| Англія         | 3  | 5  | 4  | 2  |    |    |    |    |    |   |   |   | 1 |   |   |   |   |   |   |   |   |   |   |   |   |   |   |
| Бельгія        | 5  |    | 4  |    | 3  |    |    |    | 2  |   |   |   | 1 |   |   |   |   |   |   |   |   |   |   |   |   |   |   |
| Болгарія       | 3  | 2  |    |    | 4  | 5  |    |    |    |   |   | 1 |   |   |   |   |   |   |   |   |   |   |   |   |   |   |   |
| Греція         |    |    | 2  |    | 4  |    | 3  |    |    |   |   |   | 5 |   |   |   |   |   |   |   |   |   |   |   | 1 |   |   |
| Данія          | 4  | 5  | 3  |    | 1  |    |    |    |    | 2 |   |   |   |   |   |   |   |   |   |   |   |   |   |   |   |   |   |
| Ірландія       |    |    | 5  |    | 1  |    | 3  |    |    |   | 2 |   |   |   | 4 |   |   |   |   |   |   |   |   |   |   |   |   |
| Іспанія        |    | 2  | 3  | 4  |    |    |    |    |    |   |   |   |   |   |   | 5 |   |   |   |   |   | 1 |   |   |   |   |   |
| Італія         | 4  | 2  | 5  |    |    |    |    |    |    |   |   |   |   |   | 1 |   |   |   |   |   | 3 |   |   |   |   |   |   |
| Люксембург     | 4  |    | 1  |    | 5  |    |    |    |    |   |   | 2 |   | 3 |   |   |   |   |   |   |   |   |   |   |   |   |   |
| Нідерланди     | 5  |    | 3  |    |    |    |    |    | 1  |   |   | 2 |   | 4 |   |   |   |   |   |   |   |   |   |   |   |   |   |
| НДР            | 5  | 4  | 1  |    |    | 3  |    |    |    |   |   |   |   |   |   |   |   |   |   | 2 |   |   |   |   |   |   |   |
| ФРН            | 5  | 3  | 4  |    |    |    |    |    |    |   |   |   |   |   |   |   |   |   |   | 1 |   |   |   | 2 |   |   |   |
| Польща         | 5  | 4  | 2  |    |    |    |    |    | 3  |   |   |   |   |   |   |   |   |   |   |   |   |   |   |   |   | 1 |   |
| Португалія     |    |    |    | 5  |    |    | 3  |    |    | 2 |   |   |   |   |   |   |   | 4 |   |   |   |   | 1 |   |   |   |   |
| Румунія        | 3  | 4  | 1  |    | 2  |    |    | 5  |    |   |   |   |   |   |   |   |   |   |   |   |   |   |   |   |   |   |   |
| Угорщина       | 2  | 5  |    | 1  |    | 4  | 3  |    |    |   |   |   |   |   |   |   |   |   |   |   |   |   |   |   |   |   |   |
| Фінляндія      |    | 5  | 4  |    |    |    | 2  |    |    |   |   | 3 |   |   |   |   |   |   |   | 1 |   |   |   |   |   |   |   |
| Франція        | 4  | 1  | 3  |    | 2  | 5  |    |    |    |   |   |   |   |   |   |   |   |   |   |   |   |   |   |   |   |   |   |
| Швейцарія      | 4  | 3  | 5  |    |    |    |    |    | 1  |   |   |   |   |   |   |   |   |   |   |   |   |   | 2 |   |   |   |   |
| Швеція         | 5  |    | 2  | 1  |    |    | 3  |    |    |   |   |   |   |   |   |   | 4 |   |   |   |   |   |   |   |   |   |   |
| Шотландія      | 2  |    |    | 5  |    |    | 3  |    | 1  |   | 4 |   |   |   |   |   |   |   |   |   |   |   |   |   |   |   |   |
| Чехословаччина | 5  | 3  |    | 4  |    |    |    |    |    |   | 2 |   |   |   |   |   |   |   |   |   |   |   |   |   | 1 |   |   |
| СРСР           | 5  | 1  | 4  |    |    | 3  |    |    |    | 2 |   |   |   |   |   |   |   |   |   |   |   |   |   |   |   |   |   |
| Туреччина      | 4  | 3  | 1  |    |    |    |    | 5  |    |   |   |   |   |   |   |   |   |   |   |   |   | 2 |   |   |   |   |   |
| Югославія      | 3  | 5  | 2  |    |    |    |    |    |    |   |   |   |   |   | 1 |   |   |   | 4 |   |   |   |   |   |   |   |   |
| РАЗОМ          | 84 | 62 | 59 | 22 | 22 | 20 | 20 | 10 | 10 | 9 | 8 | 8 | 7 | 7 | 6 | 5 | 4 | 4 | 4 | 4 | 3 | 3 | 3 | 2 | 2 | 1 | 1 |

## Цікаві факти

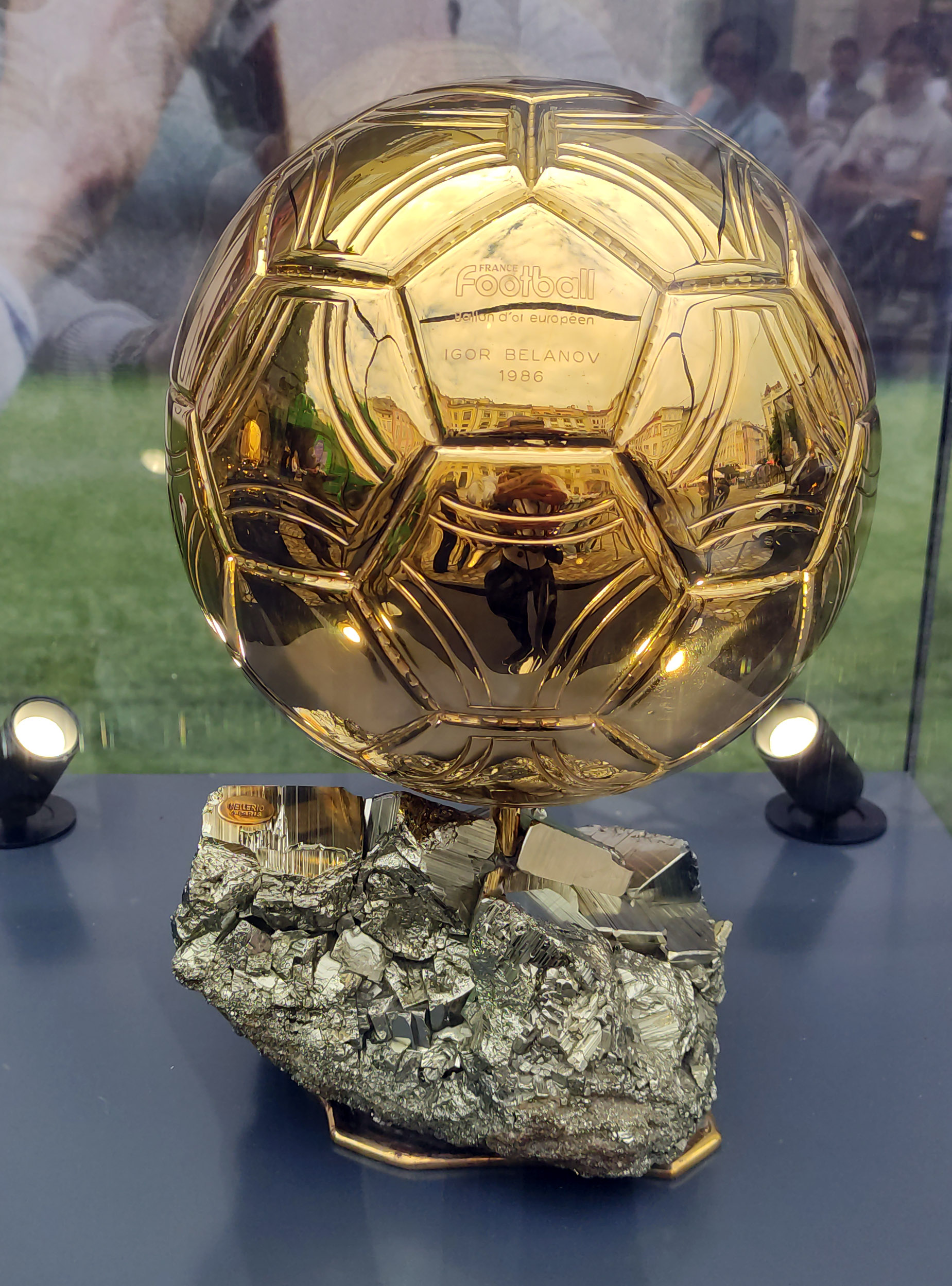
Золотий м'яч Ігоря Бєланова

- Розподіл за амплуа серед 27 футболістів згаданих в анкетах наступний: 4 воротарі, 3 захисники, 11 півзахисників та 9 нападників.[1]
- Ігор Бєланов став 23-м футболістом, якому вдалося виграти нагороду "Золотий м'яч".
- Представник СРСР втретє виграв трофей «Золотий м'яч». Лідером за цим показником залишалися німці — 5 нагород, у Англії та Франції було по 4, в Іспанії, Італії та Нідерландів — по 3 нагороди.
- Київське «Динамо» стало 7-м клубом представник якого виграв трофей «Золотий м'яч» більше одного разу. Найбільше таких нагород було у «Ювентуса» та «Баварії» — по 5, у «Манчестер Юнайтед», «Реала» (Мадрид) та «Барселони» — було по 3 нагороди.
- Ігор Бєланов став першим володарем трофею (якщо не враховувати дебютне опитування), який до цього жодного разу не був відзначений респондентами у попередні роки. Цікаво, що динамівець і у майбутніх опитуваннях також не набирав очок, він досі залишається єдиним володарем «Золотого м'яча» з однією номінацією.
- 27 гравців згаданих в анкетах представляли 13 країн, з них найбільше було від ФРН, СРСР, Франції та Данії — по 4, від Бельгії та Нідерландів — по 2 гравці.
- Представники ФРН 30 років поспіль були серед номінантів на нагороду. Усього за 31 рік вручення нагороди футболісти ФРН згадувалися в анкетах хоча б одного разу у 30-ти опитуваннях, італійські гравці згадувалися в анкетах у 29-ти опитуваннях, Англії — у 28-ми, Франції — у 27-ми, Іспанії — у 26-ти, СРСР — у 25-ти, Шотландії — у 22-х, Швеції — у 21-му, Угорщини, Португалії та Югославії — у 20-ти, Нідерландів — у 19-ти опитуваннях.
- Німецькі футболісти найчастіше попадали в загальний залік опитувань — 116 разів, італійські — 88, англійські — 83, французькі — 57, радянські — 55, угорські — 50, іспанські — 49, нідерландські — 46 разів.
- Втретє лауреатом трофею став представник радянської першості. Лідером за цим показником залишався німецький чемпіонат — 8 трофеїв, у іспанської та італійської було по 6 трофеїв, у англійської першості — 4.
- Всього в анкетах були згадані гравці із 20 клубів, серед них найбільше було представників київського «Динамо» — 3, «Ювентуса», «Баварії», «Ліверпуля», «Монако» та «Кельна» — по 2 гравці.
- Всього за 31 рік проведення опитувань в анкетах були згадані 393 футболісти із 162 клубів. Футболісти мадридського «Реала» та «Ювентуса» були згадані в опитуваннях хоча б одного разу у 22-х випадках, «Баварії» — у 20-ти, «Манчестер Юнайтед», «Інтернаціонале» та «Барселони» — у 19-ти, «Мілана» — у 17-ти, «Бенфіки», «Аякса» та празької «Дукли» — у 14-ти, «Гамбурга» та «Тоттенгем Готспур» — у 13-ти. Серед радянських клубів найчастіше згадувалися гравці із київського та московського «Динамо» — по 11 разів.
- Вперше в опитуваннях були згадані гравці із клубу «Монако» (Мануель Аморос та Серен Лербю).
- Вперше в опитуваннях були згадані 10 футболістів, серед яких: лідери опитування — Ігор Бєланов та Гарі Лінекер, а також майбутні володарі трофею — Марко ван Бастен та Лотар Маттеус. Найбільше дебютантів було від СРСР — 3 (усі вони українці — Ігор Бєланов, Олександр Заваров та Павло Яковенко).
- Бєланов, Заваров та Яковенко стали восьмим, дев'ятим та десятим відповідно гравцями київського «Динамо», які фігурували в опитуваннях щотижневика «Франс Футбол». За цим показником київське «Динамо» зміцнило лідерство серед клубів із СРСР, у найближчого переслідувача тбіліського «Динамо» значилося 6 гравців.
- Вперше в анкетах респондентів було одразу три представники київського «Динамо».
- Загалом 393 згадані в анкетах футболісти за історію проведення опитування представляли 27 країн. Лідерами за кількістю таких футболістів були ФРН — 37 гравців, Англія — 35 та Італія — 31 гравець. До десятки найкращих входили також Франція та СРСР — по 27, Іспанія — 22, Нідерланди — 21, Югославія — 19, Угорщина — 18, а також Чехословаччина та Швеція — в обох по 17 гравців.
- Цікаво, що останньою країною чий гравець потрапив до списків «Франс Футбол» була Греція у 1969 році. Відтоді протягом 17 років серед претендентів на нагороду не було жодного футболіста з інших країн Європи, окрім 27-ми згаданих раніше.
- Мішель Платіні в 11-й раз потрапив в анкети респондентів, причому водинадцяти поспіль. Рекордсменами за кількістю попадань у заліки опитувань залишалися Франц Бекенбауер та Йоган Кройф — в обох по 12 номінацій, у Еусебіу також було 11 номінацій, у Льва Яшина, Джанні Рівери, Герда Мюллера — по 10, у Боббі Чарлтона та Сандро Маццоли — було по 9 номінацій.
- Лідером за кількістю потраплянь у чільну п'ятірку залишався Франц Бекенбауер — 10 разів, далі розташовувалися Мішель Платіні — 8, Йоган Кройф — 7, Еусебіу — 6, а також Карл-Гайнц Румменігге та Луїс Суарес — по 5 разів.
- Франц Бекенбауер залишався також лідером за кількістю потраплянь у 10-ку найкращих — 11 разів, за ним йшли Мішель Платіні та Йоган Кройф — по 9, Еусебіу, Джанні Рівера та Герд Мюллер — по 8, Боббі Чарлтон та Карл-Гайнц Румменігге — по 7 разів.